# John James
John James   (Warwickshire, 10 de maig de 1914 - San Ġiljan, 27 de gener de 2002) va ser un pilot anglès de curses automobilístiques que va arribar a disputar curses de Fórmula 1. James va ser un enginyer que va adquirir un Maserati 4CLT/48, i va participar al Gran Premi de Gran Bretanya del 1951, retirant-se d'un radiador danyat després de 23 voltes. Els canvis de reglament per la Fórmula 1 van limitar el seu Maserati a competir només en Fórmula Lliure, i va competir en diverses curses de velocitat abans de retirar-se de curses.

## A la F1
Va debutar a la segona temporada de la història del campionat del món de la Fórmula 1, l'any 1951, disputant el 14 de juliol del 1951 el GP de Gran Bretanya, que era la cinquena prova de la temporada.
John James va participar en aquesta única cursa puntuable pel campionat de la F1, no tornant a córrer a la F1.

## Resultats a la Fórmula 1
| Any  | Equip      | Xassís   | Motor    | 1   | 2   | 3   | 4   | 5       | 6   | 7   | 8   | Posició | Punts |
| ---- | ---------- | -------- | -------- | --- | --- | --- | --- | ------- | --- | --- | --- | ------- | ----- |
| 1951 | John James | Maserati | Maserati | SUI | 500 | BEL | FRA | GBR Ret | ALE | ITA | ESP | -       | 0     |

### Resum
| Curses: | Victòries: | Pòdiums: | Poles: | Voltes ràpides: | Punts: |
| ------- | ---------- | -------- | ------ | --------------- | ------ |
| 1       | 0          | 0        | 0      | 0               | 0      |